# Бейли, Фредерик Маршман
Фредерик Маршман Бейли (англ. Frederick Marshman Bailey; 3 февраля 1882, Лахор — 17 апреля 1967, Стиффки, графство Норфолк, Великобритания) — подполковник (англ. Lt.Col.), кавалер Ордена Индийской империи — C.I.E., британский разведчик, резидент английской разведки в Туркестане в 1918—1920 годах, действовавший под видом сотрудника советских спецслужб.

## Биография
Фредерик Маршман Бейли родился в Лахоре 3 февраля 1882 года в семье английского офицера Фредерика Бейли. Ф. М. Бейли получил образование в Веллингтоне и Сент-Хёрст. Начал военную службу в Индийской армии с 1900 года. Участвовал в английских экспедициях в Гималаях. В 1904 году в качестве младшего офицера, владеющего тибетским языком, в составе экспедиции полковника Френсиса Янгхазбенда, посланной лордом Керзоном, побывал в городе Лхаса. Позже его одиночные поездки в неисследованные области Тибета и Китая принесли ему Золотую медаль — наивысшую награду Королевского географического общества. Неизвестный ранее вид гималайского голубого мака был назван его именем (не указан источник).
С 1905 года по 1938 год он служил в так называемой Индийской политической службе — подразделении Индийской гражданской службы, являвшейся одним из подразделений британской колониальной администрации в Индии до 1947 года.
Впоследствии он был переведен на службу в Индийский политический департамент, организацию которая в годы англо-русского соперничества в Центральной Азии занималась политической и военной разведкой на сопредельных с Россией территориях.
Между 1905 и 1909 годами Бейли занимал должность британского торгового агента, являвшейся прикрытием для политической разведки, в Гаянце в южном Тибете. В 1911 году он вошел в состав Британской карательной экспедиции в северном Ассаме в качестве офицера разведки, а в 1914 году был удостоен престижнейшей медали Мак-Грегора, названной в честь бывшего главы разведки Индийской армии, за исследовательский вклад в дело обороны Индии.
Летом 1914 года капитан Бейли находился в отпуске в Шотландии. Он прочитал лекцию в Королевском географическом обществе о своих путешествиях, был посвящён королём Георгом V в кавалеры ордена Индийской империи, а затем был послан во Францию с Индийским экспедиционным корпусом. Через несколько недель на фронте он был ранен немецким снайпером в руку, и был эвакуирован в госпиталь в Англию. После выздоровления снова был прикомандирован к Индийской армии, но в этот раз был послан в Галиополи с 1-м и 5-м отрядом непальских Гуркхов. Там он был дважды ранен – ему прострелили обе ноги, после чего он опять попал в госпиталь в Лондоне.
После этого он продолжил службу в качестве офицера разведки Персии в маленьком городке Шуштаре, где занимался противодействием против турецких и немецких агентов, пытавшихся вести среди местных племен пропаганду против Великобритании.
В начале 1918 года Бейли возглавил британскую разведывательную миссию, посланную в Ташкент через Кашмир и Кашгар в Китайском Туркестане.
По мнению советских спецслужб, Ф. Бейли служил под командованием генерал-майора Уилфреда Маллесона (так называемая миссия Маллесона) и являлся одним из координаторов работы подпольной антибольшевистской организации, созданной в Ташкенте группой русских офицеров и представителями русской интеллигенции и чиновников бывшей администрации Туркестанского края для свержения советской власти в крае и носившей названиеТуркестанская военная организация. Однако из воспоминаний самого Ф. Бейли следует, что это не так. И Бейли и Маллесон были независимо друг от друга посланы в Туркестан британской администрацией в Индии для прояснения обстановки и противодействия проникновению немецких и советских большевистских агентов на территории Афганистана, Ирана и Индии.

## Миссия в Ташкенте
Английская миссия, возглавляемая Ф. Бейли, прибыла в Ташкент через Кашгар и Ферганскую долину (Ош и Андижан) 10 августа 1918 года. В состав миссии кроме полковника Ф. М. Бейли входил капитан Л. В. С. Блэкер, а также четыре служащих индуса. Задачей миссии, первоначально пользовавшейся дипломатическим прикрытием, было установления связей с басмаческим движением и антисоветским подпольем с целью оказания им поддержки. 
Органами ЧК деятельность миссии была разоблачена, но Ф. Бейли удалось скрыться. Позже по материалам своей работы в Средней Азии Ф. М. Бейли написал книгу «Миссия в Ташкент», которая была опубликована впервые в Великобритании в 1946 году.

## Дальнейшая служба
После своего успешного возвращения из Советской России Бейли уехал в отпуск домой в Великобританию, где он женился на Ирме Козенс-Харди, принадлежавшей к аристократической семье. Затем он вместе с женой вернулся в Индию, где продолжил свою работу в Индийской политической службе, сначала служащим в Сиккиме, отвечавшим за Тибет и Бутан.
У супругов Бейли не было детей.

### Миссия в Сиккиме
В 20-е годы (1922—1924 г.г.) Бейли был английским резидентом (political officer) в Сиккиме. Там его посетил Н. К. Рерих, впоследствии хорошо о нём отзывавшийся. Только по недавно найденным документам стало известно, что именно донесения Бейли сыграли немалую роль в том, что американская экспедиция Рериха в Тибет 1927/28 была на пять зимних месяцев задержана тибетскими властями, считалась пропавшей и едва не погибла.
Затем Бейли продолжил службу в качестве резидента в Кашмире и, наконец, в качестве британского министра в Непале.

### Возвращение в Великобританию
В 1938 г. Бейли с женой вернулся в Великобританию, в Норфолк. Здесь он много занимался своей коллекцией бабочек, ставшей знаменитой, которая сейчас находится в музее в Нью-Йорке.
Также, будучи любителем собак, Бейли после своего возвращения в Европу, завез на Британские острова новую породу собак Лхаса Апсо, выведенную в Тибете. Название этой породы собак — «Лхаса Апсо», в переводе с тибетского языка дословно значит «бородатая собака из Лхасы». Бейли в этот период не только был активным собаководом, но и принимал участие в выставках собак, где являлся неизменным судьёй в жюри.

### Период Второй мировой войны
К началу Второй мировой войны, будучи уже достаточно пожилым человеком, Бейли не участвовал в боевых действиях на фронтах Второй мировой войны, но помогал в организации одного из партизанских формирований, которое Черчилль планировал использовать для войны против нацистов в случае оккупации ими Великобритании.
В качестве личного посланника короля Великобритании Бейли поехал в Соединенные Штаты Америки и занимался перевозкой секретных донесений между посольствами Великобритании в Центральной Америке и Вашингтоном.

### Последние годы жизни
Фредерик Маршман Бейли умер в апреле 1967 г. в возрасте 85 лет в деревне Стиффки в графстве Норфолк.
Некролог о его смерти, помещённый в газете «Таймс», предварялся словами: Полковник Ф. М. Бейли – исследователь и секретный агент.
В глазах своих соотечественников Бейли всегда выглядел героем, а в глазах советских историков – злостным врагом советской власти.

### В литературе и кино
Помимо книги «Миссия в Ташкент» Бейли также написал ещё две книги, в которых он рассказывал о своих путешествиях по Тибету.
Также сам Бейли стал главным «антигероем» романа советского писателя Бруно Ясенского «Человек меняет кожу» (1933), под именем «инженера Мурри».
Также фигурирует в двух экранизациях романа (где его играли Борис Виноградов и Михаил Кублинскис соответственно) и фильме «Крушение эмирата» (в роли Андрей Файт).